# Lễ hội Hoa Phượng đỏ
Lễ hội Hoa Phượng đỏ - Hải Phòng là một sản phẩm du lịch mới của thành phố Hải Phòng với nhiều hoạt động văn hóa, nghệ thuật, thể thao hoành tráng, hấp dẫn, đặc sắc, rực rỡ sắc màu, góp phần quảng bá hình ảnh thành phố Cảng của miền bắc Việt Nam.

## Lịch sử lễ hội
Năm 2012, thành phố Hải Phòng có trên 9.000 cây hoa phượng được trồng trải khắp thành phố. Lễ hội Hoa Phượng đỏ Hải Phòng lấy hình ảnh hoa phượng, gắn với vùng đất, con người Hải Phòng làm cốt lõi và được thể hiện qua các hình thức biểu diễn văn hóa, nghệ thuật, thể dục thể thao trên sân khấu, khán đài và các hoạt động khác tại những địa danh văn hóa, du lịch nổi tiếng của thành phố và trên các tuyến đường, phố chính.
Riêng năm 2020 và 2021 bị hủy bỏ vì dịch COVID-19.

## Lễ hội Hoa Phượng đỏ lần thứ I
Lễ hội Hoa Phượng đỏ lần thứ nhất (2012) với chủ đề "Lung linh sắc đỏ Hải Phòng" diễn ra trong hai ngày 9 và 10/06/2012. Đây là lễ hội độc đáo lần đầu được tổ chức nhằm quảng bá hình ảnh thành phố và du lịch Hải Phòng với trọng tâm là "Đêm hội Hoa Phượng đỏ" diễn ra vào 20 giờ ngày 9 tháng 6. Hàng trăm diễn viên chuyên nghiệp và quần chúng tham gia diễu hành, biểu diễn dàn hợp ca "Thành phố Hoa Phượng đỏ".
Đây cũng là bước khởi động để thành phố tổ chức tốt và thành công các sự kiện của Năm Du lịch Quốc gia khu vực đồng bằng sông Hồng tại Hải Phòng năm 2013, đánh dấu việc Lễ hội Hoa Phượng Đỏ sẽ trở thành sự kiện thường niên của thành phố.

### Các hoạt động diễn ra trong lễ hội
Lễ hội Hoa Phượng Đỏ lần thứ I - Hải Phòng năm 2012 được tổ chức với hoạt động phong phú như:
- Lễ hội Canarval trên các tuyến phố trồng nhiều hoa phượng ở Hải Phòng;
- Đêm hội Hoa phượng đỏ Hải Phòng - 2012 vào 20 giờ 00 ngày 9 tháng 6 năm 2012 với chương trình nghệ thuật "Lung linh sắc đỏ Hải Phòng";
- Hội thảo về cơ hội phát triển du lịch Hải Phòng;
- Đêm thơ, giao lưu với các nhà thơ, nhạc sĩ, nghệ sĩ sáng tác về chủ đề hoa phượng và thành phố hoa phượng đỏ Hải Phòng;
- Chương trình ca nhạc có chủ đề về thành phố và Hoa Phượng;
- Triển lãm tranh, ảnh tư liệu, mỹ thuật, sách về thành phố và Hoa Phượng;
- Trưng bày, trình diễn thư pháp về chữ "Phượng".
- Trình diễn nghệ thuật sắp đặt và diễu hành xe đạp trên "Đường Hoa Phượng đỏ Hải Phòng";
- Đại hội Lân – Sư – Rồng toàn thành phố lần thứ 4 (19giờ ngày 10/06/2012);
- Tổ chức các cuộc thi, hội chợ, triển lãm: ảnh, tranh đẹp về hoa phượng, bình chọn cây phượng đẹp nhất; thi bonsai phượng vĩ;…

Trong dịp này, ngành Du lịch Hải Phòng đã giảm giá từ 10-40% các dịch vụ du lịch trên toàn thành phố, đặc biệt là các khách sạn lớn, các công ty lữ hành dịch vụ.

## Lễ hội Hoa Phượng Đỏ lần thứ II
Chương trình Lễ hội Hoa phượng đỏ năm 2013 diễn ra từ 20:00 ngày 11/05 đến 01:00 ngày 12/05, tại khu vực quảng trường Nhà hát thành phố Hải Phòng.

## Lễ hội Hoa Phượng Đỏ lần thứ III - Hải Phòng 2014
Lễ hội được tổ chức từ ngày 9/5 đến 11/5/2014. Đêm chính hội diễn ra vào lúc 20 giờ ngày 10/5/2014 tại quảng trường Nhà hát thành phố với các nội dung thể hiện hình ảnh Hoa Phượng, các giá trị nổi bật toàn cầu về đa dạng sinh học của quần đảo Cát Bà, về du lịch thành phố Hải Phòng và kỷ niệm 59 năm Ngày giải phóng Hải Phòng. Mặc dù, như các lần tổ chức trước, sự kiện này được Chính phủ Việt Nam đồng ý cho bắn pháo hoa với thời lượng 10 phút, nhưng do trục trặc của đơn vị cung cấp, sẽ không có việc bắn pháo hoa trong đêm khai mạc sự kiện lần này

## Lễ hội Hoa Phượng Đỏ lần thứ IV-Hải Phòng 2015
lễ hội diễn ra từ ngày 07/5 đến 11/05/2015. Đêm khai hội diễn ra từ 19h ngày 09/5 đến 24h cùng ngày, tại khu vực trung tâm thành phố. Lễ hội trùng dịp kỷ niệm 60 năm ngày giải phóng Hải Phòng (13/5/1955-13/5/2015).
Trong lễ khai mạc, thành phố Hải Phòng đã tổ chức bắn pháo hoa tại 5 điểm: sau Nhà hát lớn thành phố; Khu Công nghiệp VSIP (huyện Thủy Nguyên); khu quảng trường thị trấn Cát Bà (huyện Cát Hải); khu đầm vuông (quận Đồ Sơn) và bờ hồ huyện Vĩnh Bảo. Vào lúc 24 giờ ngày 9/5, tiếp tục bắn pháo hoa tầm cao tại hai điểm là khu vực bờ hồ Tam Bạc và hồ An Biên. Việc lãnh đạo thành phố Hải Phòng quyết định đầu tư hệ thống nhạc nước tại hồ Tam Bạc phục vụ lần đầu trong sự kiện lần này cũng gây nhiều tranh cãi về mức độ hiệu quả của công trình.

## Lễ hội Hoa Phượng Đỏ năm 2021
Lễ hội diễn ra từ ngày 11/5 đến 13/05/2021. Đêm khai hội diễn ra từ 20h ngày 11/5 đến 24h cùng ngày, tại Nhà hát thành phố Hải Phòng. Lễ hội này sẽ có bắn pháo hoa sau khi khai mạc. 
Tuy nhiên, ngày 28/4, do ảnh hưởng của dịch COVID-19 bùng phát tại vùng biên giới của quốc gia Campuchia và Lào diễn biến phức tạp. Đặc biệt là có ca nhiễm tại TP.HCM và Đồng Nai, Hải Phòng quyết định dừng tổ chức lễ hội Hoa Phương Đỏ.

## Lễ hội Hoa Phượng Đỏ năm 2022
Lễ hội sẽ tổ chức trở lại sau 2 năm liên tiếp gián đoạn, sẽ diễn ra từ 12/5 đến 14/5/2022. Đêm khai hội diễn ra từ 20h đến 23h ngày 12/5, tại Nhà hát thành phố Hải Phòng. Lễ hội này sẽ có bắn pháo hoa sau khi khai mạc.
Tuy nhiên, tình hình dịch bệnh ở Hải Phòng đang ở cấp độ 2, lễ hội Hoa Phượng Đỏ 2022 sẽ không có khán giả để đảm bảo an toàn nhưng không bắn pháo hoa. Nếu ở cấp độ 3, Hải Phòng yêu cầu có phương án không tổ chức Lễ hội Hoa Phượng Đỏ 2022.
Lễ hội đã sẵn sàng có mặt vào 10/5/2022.

## Một vài hình ảnh về

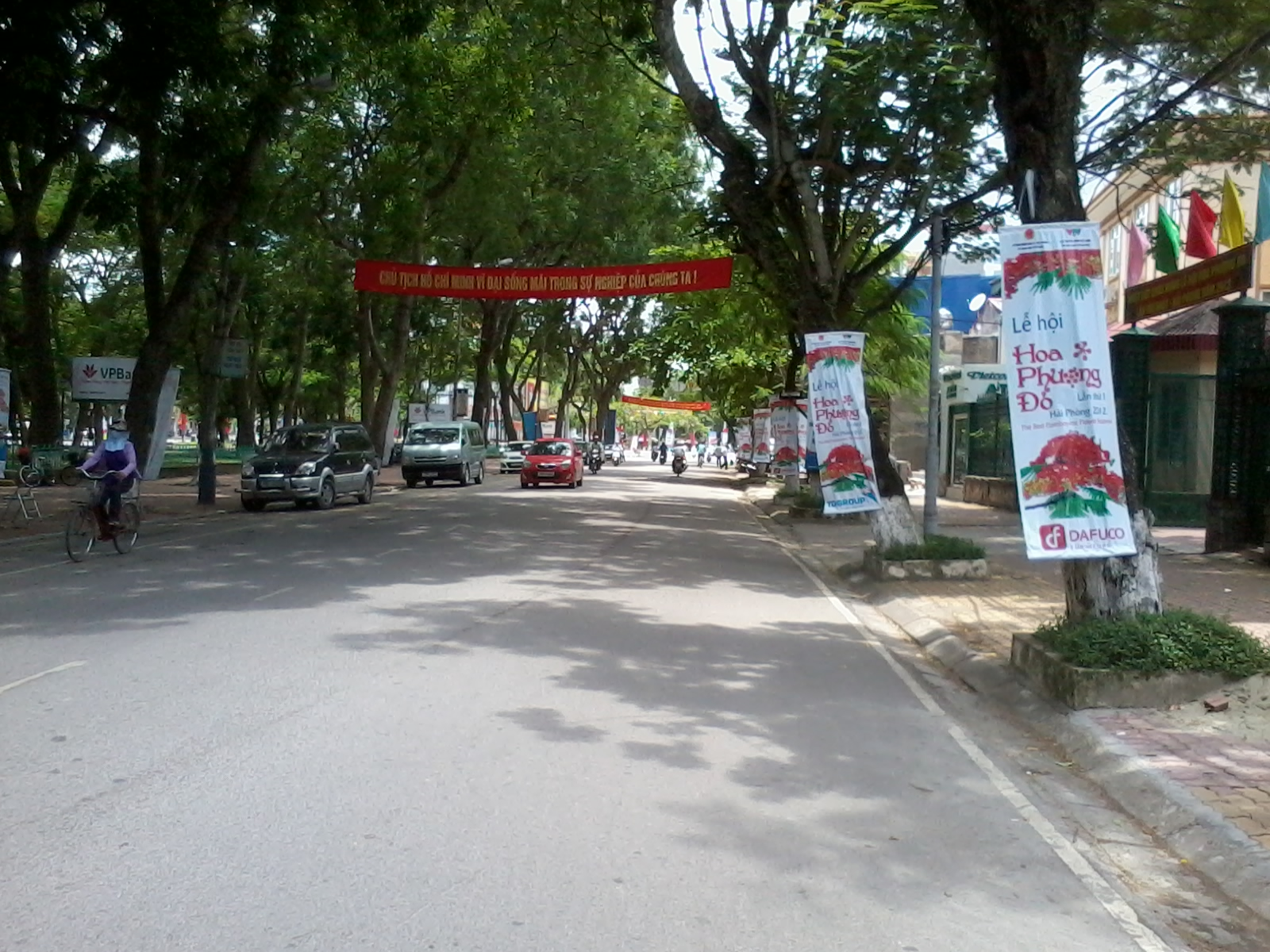
Băng rôn cổ động cho lễ hội Hoa phượng đỏ treo dọc dải trung tâm thành phố, các tuyến phố lớn
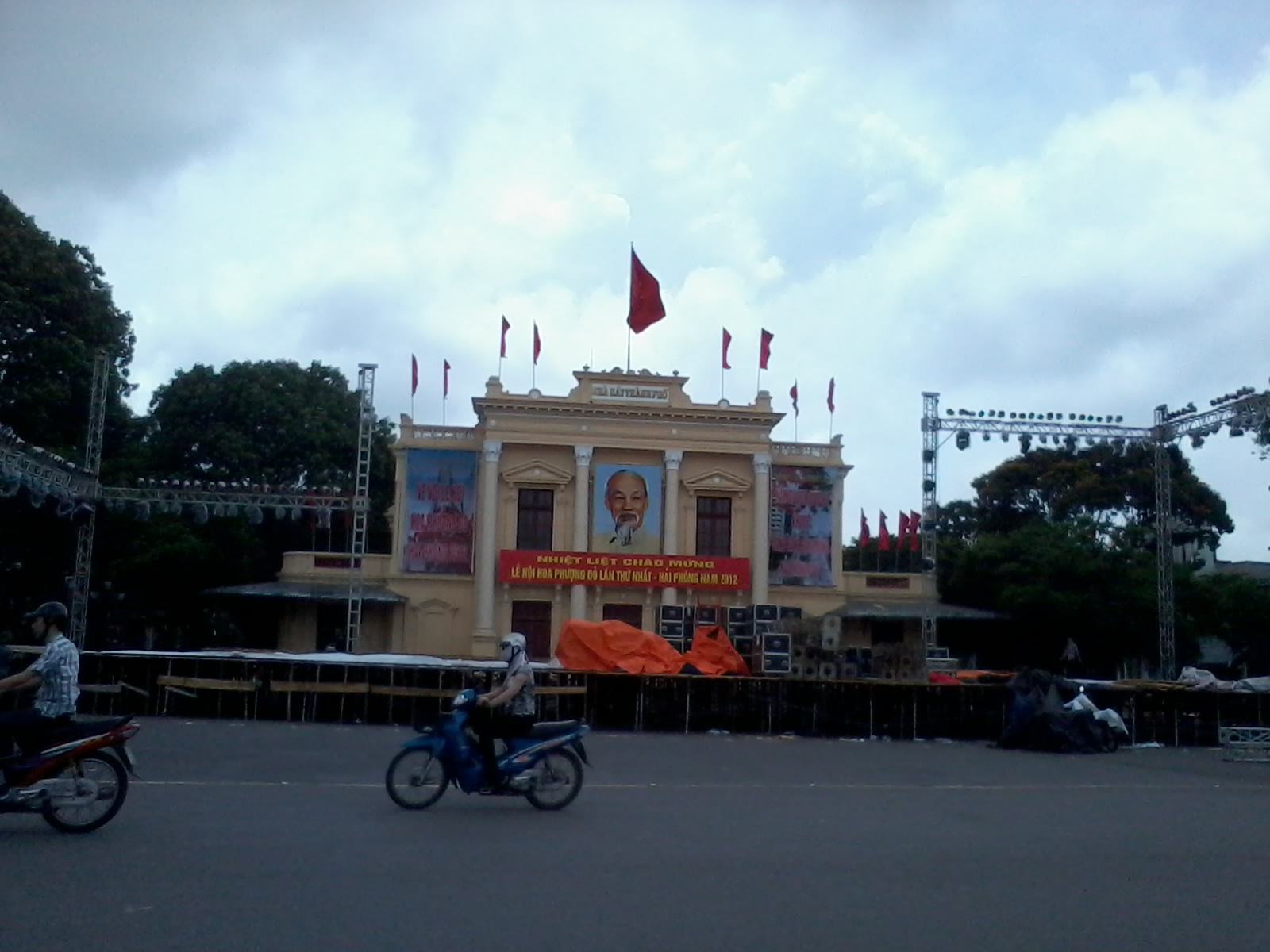
Công tác chuẩn bị tại sân khấu quảng trường Nhà hát Thành phố
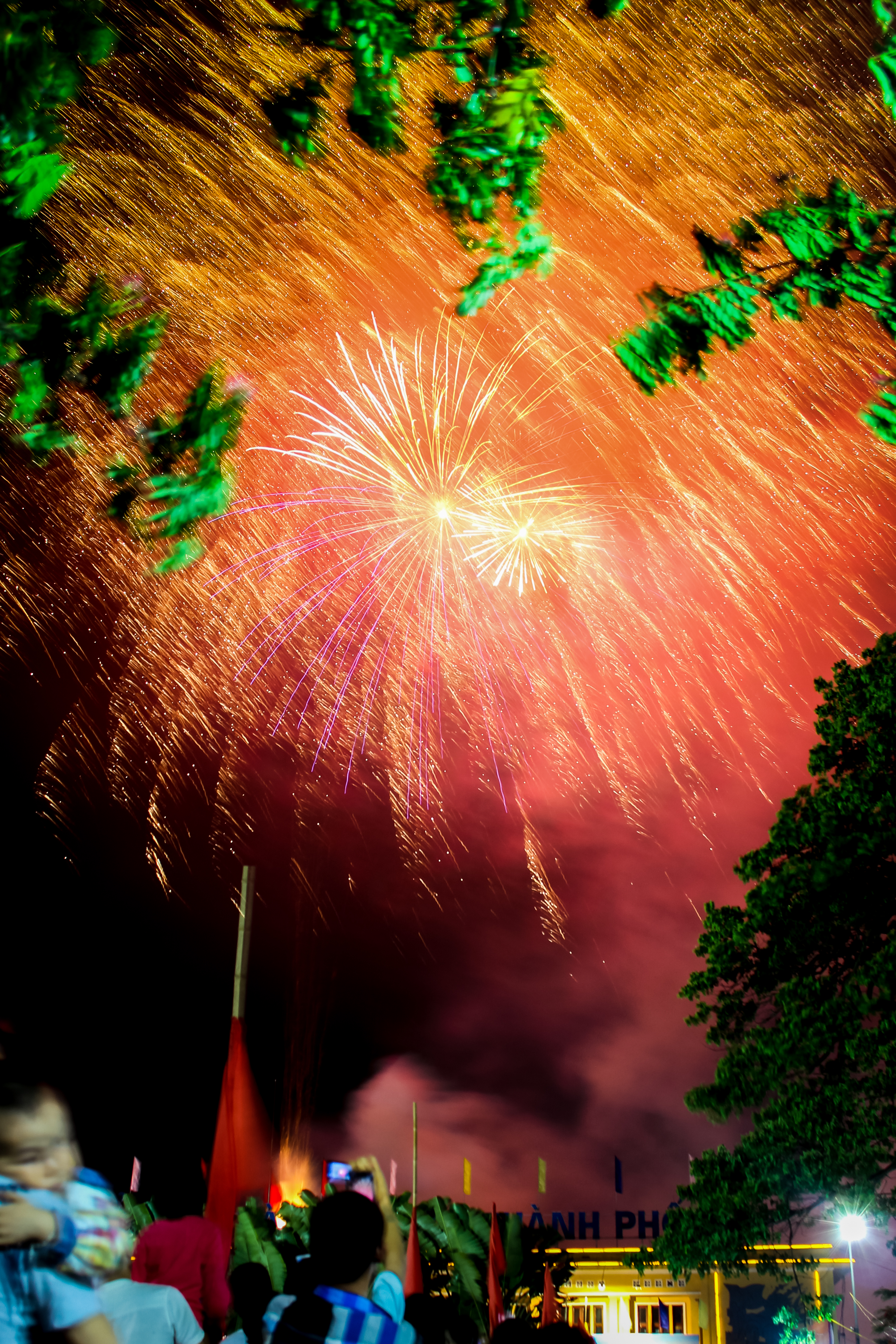
Pháo hoa đêm lễ hội hoa phương đỏ lần thứ 5 (2015)